# Escalera Santa
La Escalera Santa (Scala Santa en italiano) es una escalera de mármol compuesta por veintiocho peldaños y ubicada en el Santuario Pontificio de la Escalera Santa (en italiano: Pontificio Santuario della Scala Santa), cerca de la Basílica de San Juan de Letrán, en Roma (plaza de San Giovanni in Laterano). 
En 1980 fue incluida en la lista del Patrimonio de la Humanidad en Europa por la Unesco, con el número de identificación 91-003.

## Historia

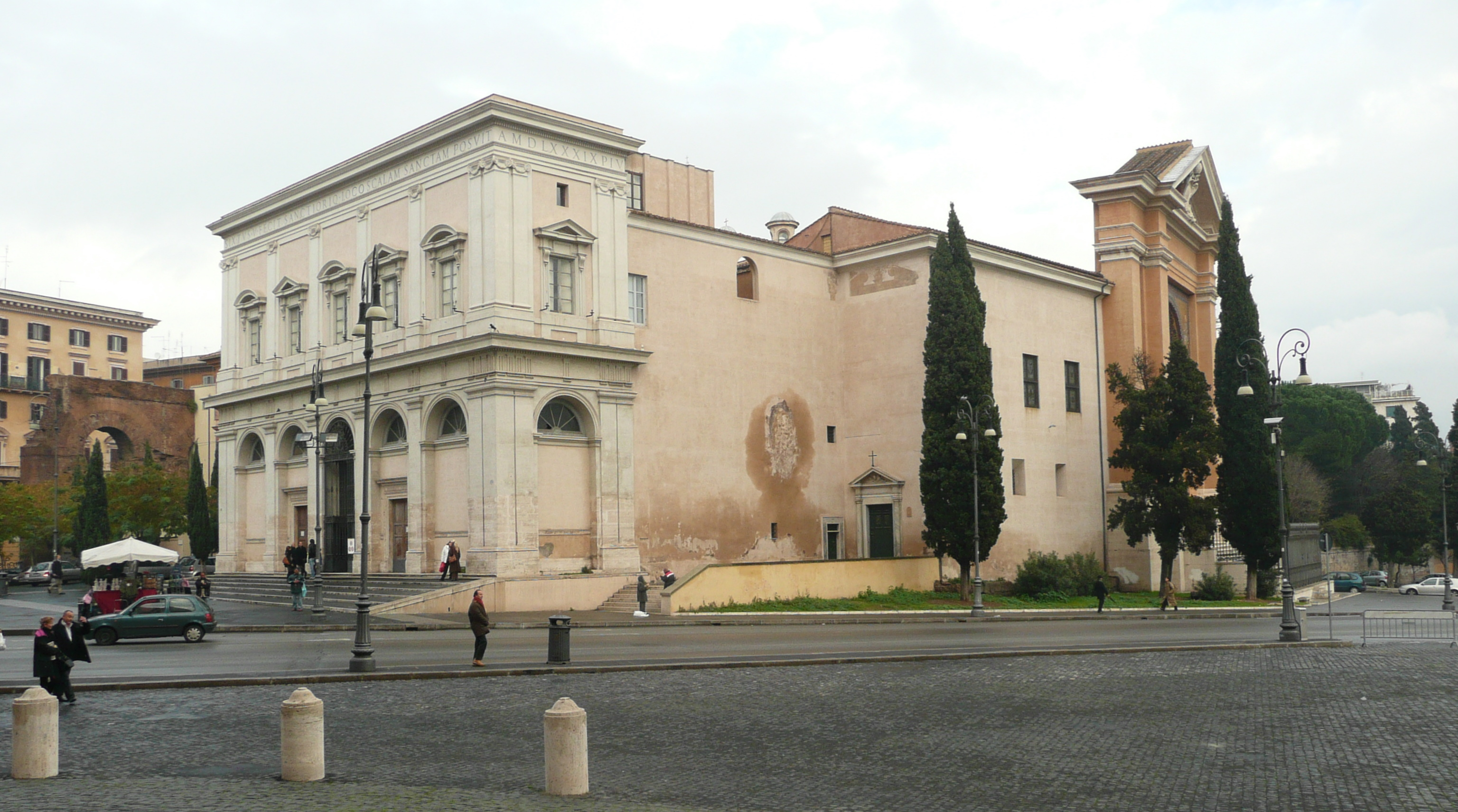
Santuario Pontificio de la Escalera Santa.

Según una antigua tradición cristiana, la escalera fue mandada traer por Santa Helena, madre de Constantino I, en el año 326, del pretorio de Poncio Pilato en Jerusalén. Por ella Jesús de Nazaret subió el Viernes Santo para ser juzgado y posteriormente bajó. La escalera estuvo en la Basílica de San Juan de Letrán.
El primer testimonio conocido de su existencia es de un pasaje del Liber Pontificalis en la época de Sergio II (c. 846).
El actual edificio donde se encuentra la Escalera Santa fue mandado construir por Sixto V entre los años 1586-1589. Al final se encuentra la capilla de San Lorenzo in Palatio (también llamada Sancta Sanctorum), usada por los papas con un icono de Cristo, conocido como Santissimi Salvatore Acheiropoieton  que quiere decir no pintado por mano humana, el cual en ciertas ocasiones solía ser sacado en procesión. Flanqueando la base de las escalinatas se encuentran dos esculturas alegóricas de la Pasión, que representan el beso de Judas Iscariote y el Ecce Homo, obras ambas de Ignazio Jacometti. En el vestíbulo hay también la estatua de Cristo en la columna de Giosuè Meli; La piedad y Pío IX rezando, de Tomasz Oskar Sosnowski; y Jesús en Getsemaní, de Giuseppe Sartorio.
La Escalera Santa solo se debe subir de rodillas. En el edificio hay otras cuatro escaleras que datan de 1589 para su uso común.
Desde 1723 está forrada de madera de nogal, para protegerla del desgaste producido por la continua subida de peregrinos que devotamente suben de rodillas como ejercicio penitencial en un momento de recogimiento y oración. En este recubrimiento se pueden ver espacios protegidos por cristal en lo que al parecer eran restos de sangre de Jesucristo.
En 1853 la Escalera Santa y el convento adyacente fueron confiados por el Papa Pío IX a los Padres Pasionistas. 
En 2019 fue sometida a una restauración y, durante varios días, los feligreses pudieron subir la escalera sin la cobertura de madera.
En el mármol hay tres cruces medievales: la primera de pórfido al inicio de la escalera, otra de bronce al final, y otra en el undécimo peldaño, sobre el cual según la tradición cayó Jesús, rompiendo el mármol con la rodilla.